# OMV
OMV est une compagnie pétrolière autrichienne privée, fondée en 1956, ayant son siège à Vienne. À l'origine, elle se nommait Österreichische Mineralölverwaltung' (en allemand : Régie autrichienne de gestion du pétrole). Elle est active tant dans les activités en amont qu'en aval. En 2008, OMV contrôle l'un des trois principaux centres de répartition du gaz russe en Europe.
OMV est la 1re valeur de la Bourse de Vienne et de son indice de référence, l'ATX 20.

## Histoire
L'histoire d'OMV a commencé le 3 juillet 1956 lorsque l'Österreichische Mineralölverwaltung est inscrit au registre de commerce. Par conséquent l'administration minérale du pétrole soviétique (Sowjetische Mineralölverwaltung, ou SMV), une société formée durant la période d'occupation soviétique en Autriche est devenue Österreichische Mineralölverwaltungs Aktiengesellschaft.
Quatre ans plus tard, en 1960, l'entreprise a ouvert la raffinerie de Schwechat à proximité de Vienne et en 1968 le premier contrat d'approvisionnement en gaz naturel avec l'URSS est conclu.

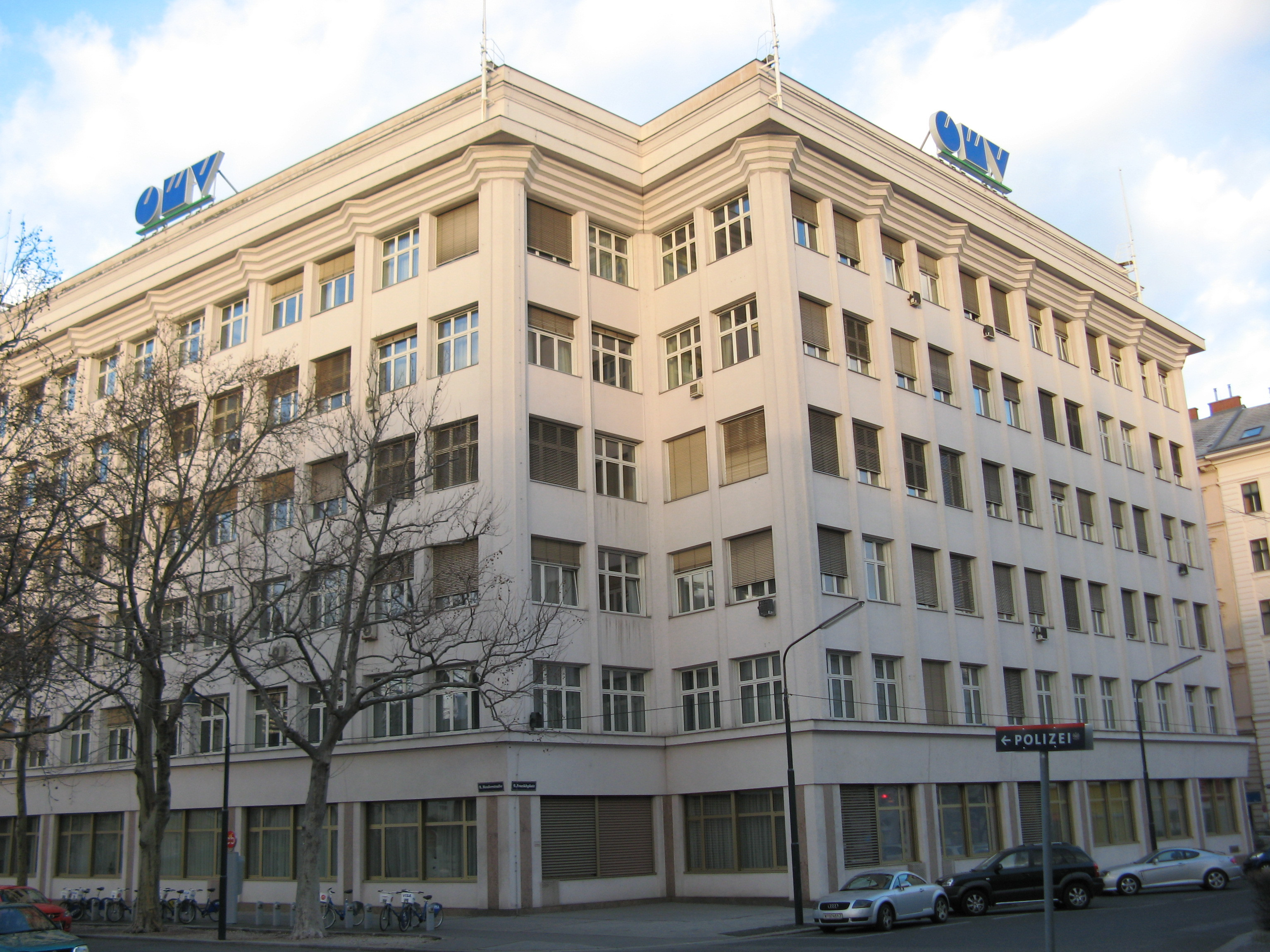
Siège historique d'OMV, à Vienne.

Le processus de privatisation est entamé pas à pas, avec 15 % du capital cédé au privé en 1987. En 1989, OMV acquiert 25 % du groupe plasturgique Borealis.
Le 26 juin 1990, l'entreprise ouvre sa première station service à Vienna-Auhof.
À la fin de 1994, International Petroleum Investment Company (IPIC) d'Abou Dabi a pris des parts d'ÖMV à hauteur de 19,6 %. En 1995, le nom du groupe de « ÖMV » a été remplacé par « OMV » pour simplifier l'utilisation du sigle à l'international. OMV s'est internationalisée aussi en Europe de l'Est : en 2000, l'entreprise a acquis environ 10 % de la compagnie pétrolière hongroise MOL, en 2003 la division amont de l'allemand Preussag Énergie et a étendu son réseau de stations-service.
Leader sur le marché de l’Europe centrale et de l’Est, OMV a acquis 51 % du groupe pétrochimique roumain Petrom. Au cours de la même année, OMV a augmenté son capital-actions et a augmenté le flottant à plus de 50 %. Après la vente de 50 % de la filiale Agrolinz Melamine International GmbH à l'IPIC en 2005, l'OMV et IPIC ont racheté l'intégralité du groupe Borealis.
L'année suivante, OMV a racheté 34 % de la compagnie pétrolière turque Petrol Ofisi. En mai 2006, les dirigeants d'OMV et VERBUND ont annoncé leur projet de fusion. Il a été spéculé que cette idée était motivée par des motifs plus politiques qu’économiques. Malgré des signes encourageants au niveau politique, la fusion a échoué face à l'opposition des gouverneurs des régions autrichiennes.
En 2005, avec la transformation en actions d'obligations convertibles, OMV est définitivement privatisé, puisque plus de 50,9 % du capital circule sur les marchés boursiers.
En 2007, OMV a augmenté ses parts dans la compagnie pétrolière hongroise MOL à 20,2 %. Forcée, après le rejet de l'offre publique d'achat par MOL en août 2008 et en raison des exigences de la Commission Européenne, OMV a revendu sa participation entière en mars 2009. Fin 2010, OMV a repris les parts de Dogan Holding à Petrol Ofisi et détient par la suite 95,75 %. 
En 2012 la découverte de gaz la plus importante d'OMV a été faite au niveau du pieux
"Domino-1" du bloc "Neptun" en face de la côte roumaine de la mer Noire.

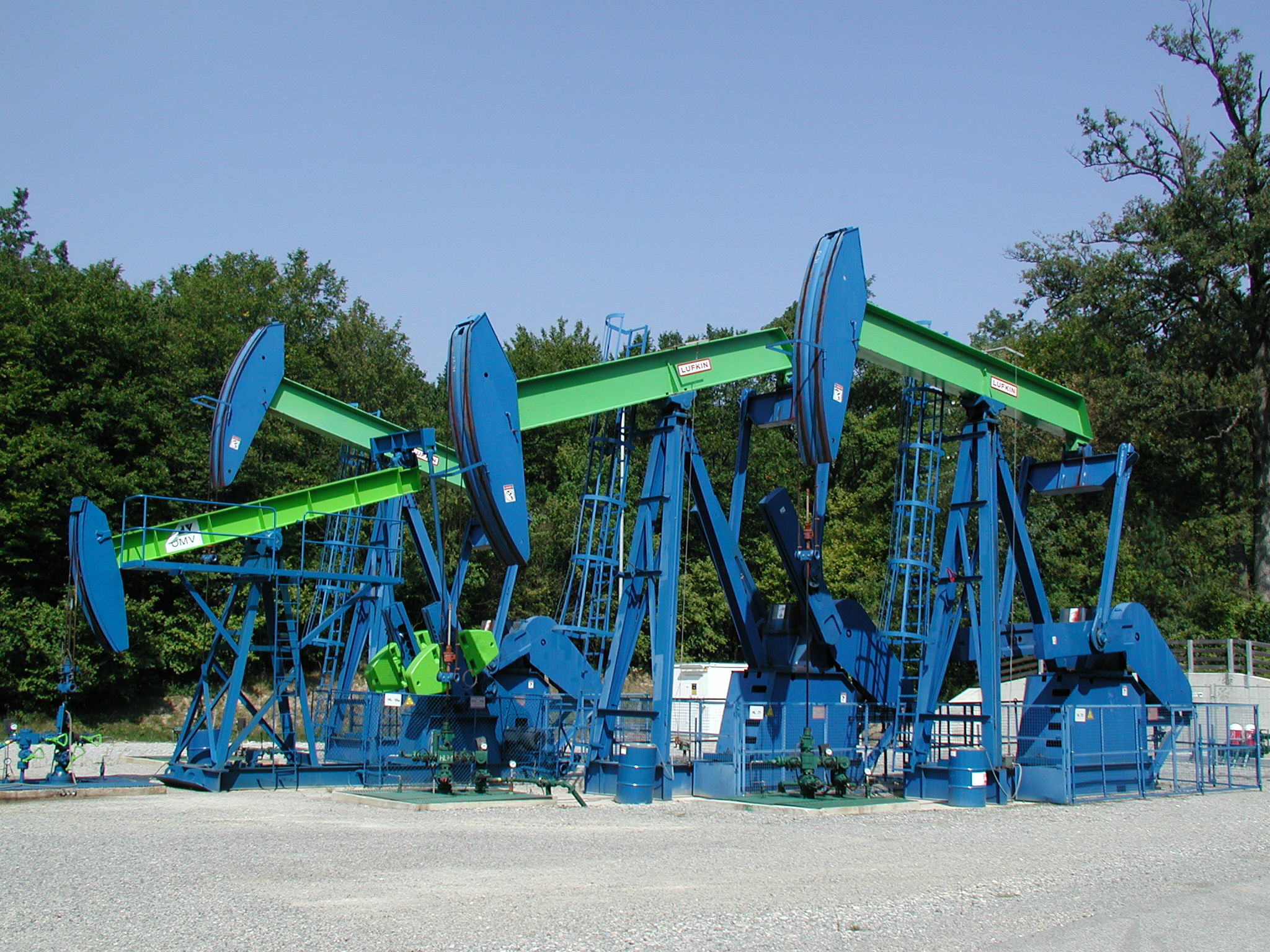
Champ pétrolifère OMV au nord-est de Vienne en Autriche.

Le 31 octobre 2013, le partenariat dans l'exploitation des champs de gaz et de pétrole du géant norvégien Statoil (Aujourd'hui Equinor) en Norvège et au Royaume-Uni a été mis en place avec succès (Shetland ouest). Les réserves prouvées et probables du projet pourront être accrues d'environ 320 millions de bep. Chiffrée à 2,65 milliards de dollars, cela représente la plus importante acquisition de l'histoire de l'entreprise,.
Un accord de vente de la participation de 45 % dans la raffinerie allemande Bayernoil a été signé en décembre 2013. La vente a été conclue en juin 2014.
En novembre 2016, OMV annonce la vente de ses activités en Royaume-Uni à Siccar Point Energy pour 1 milliard de dollars.
En mars 2017, OMV annonce la vente de sa filiale turque de distribution Petrol Ofisi, qui possède 1 700 stations essences à l'entreprise Vitol pour 1,37 milliard d'euros. Le même mois, OMV acquiert à Uniper une participation dans le gisement d'Oujno Rousskoie en Russie pour 1,75 milliard d'euros.
En décembre 2020, EG Group annonce l'acquisition de 285 stations services en Allemagne à OMV pour 485 millions de dollars.
En décembre 2022, ADNOC annonce l'acquisition d'une participation de 24,9% dans OMV.
En mars 2025, OMV et ADNOC annoncent la fusion de leurs activités dans les polyoléfines, pour créer une filiale commune appelée Borouge Group International. Cette dernière doit en parallèle acquérir Nova Chemicals détenue par un fonds d'investissement public émiratis.

## Chiffres de l'entreprise

### Chiffres consolidés de 2015
Le chiffre d'affaires du groupe s'élève à 23 milliards d'euros, le nombre d'employés à 24 124 et la capitalisation boursière à 9 milliards d'euros à la fin de 2014 : OMV Aktiengesellschaft est l'une des plus grandes sociétés industrielles cotées en Autriche.

### Structure de l'actionnariat 2014
| 31,5 % | ÖBIB (ÖIAG)         |
| 24,9 % | IPIC                |
| 0,3 %  | Les actions propres |
| 43,3 % | Flottant            |

## Divisions

### Amont

Implantation mondiale d'OMV dans l'exploration-production :
Exploration et production de pétrole et gaz naturel
Exploration de pétrole et gaz naturel

En amont, OMV se concentre sur trois régions centrales, (1) CEE (Roumanie et Autriche), (2) de la mer du Nord et (3) du Moyen-Orient et l'Afrique ainsi que certaines zones de développement. À la fin de 2015, OMV possédait des réserves prouvées d'environ 103 millions de barils (16,4 × 106 m3) et une production de 303.000 barils par jour (48.200 m3 / j). Environ 90 % de la production en 2016 vient des pays membres de l'UE et de l'OCDE, . Le pétrole et le gaz naturel représentent environ 50 % de la production chacun.

### Aval

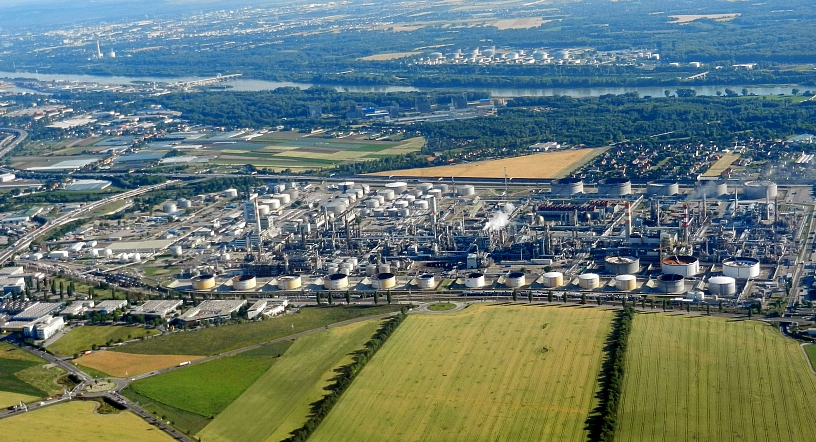
La raffinerie OMV
de Schwechat

Le secteur d'activité aval exploite trois raffineries à Schwechat (Autriche) et à Burghausen (Allemagne), toutes deux équipées d'une production pétrochimique, ainsi qu'à Petrobrazi (Roumanie). OMV dispose (en excluant Bayernoil) d'une capacité annuelle totale de 17,4 millions de tonnes (360 000 barils par jour) en 2014. Le réseau de stations-service se compose d'environ 4100 stations-service dans 11 pays avec un riche portefeuille de marques. Avec une activité distribution non-carburants de haute qualité (VIVA) et une activité commerciale efficace, OMV est un leader dans ses marchés[réf. nécessaire].
Le secteur d'activité aval dans le gaz est actif sur toute la chaîne de valeur du gaz. Le portefeuille d'approvisionnement en gaz de G&P est constitué de gaz naturel issu de sa propre production et complété par des volumes contractés.OMV exploite un réseau de gazoducs en Autriche et des stocks de gaz d'une capacité de 2,7 milliards de mètres cubes. Le point d'échange de gaz "Central European Gas Hub" (CEGH) s'est imposé comme une importante plate-forme commerciale de gaz pour les échanges de gaz en provenance de l'est vers l'ouest, et abrite une bourse de commodités spécialisée en produits dérivés du gaz naturel. Le terminal gazier de Baumgarten (qui a en partie explosé en décembre 2017) est la plus importante place de marché pour le gaz issu de la Russie en Europe centrale car faisant transiger près de 10 % de la demande européenne en gaz notamment pour l'Italie. OMV exploite également deux centrales à gaz en Roumanie et en Turquie[réf. nécessaire].

## Personnel

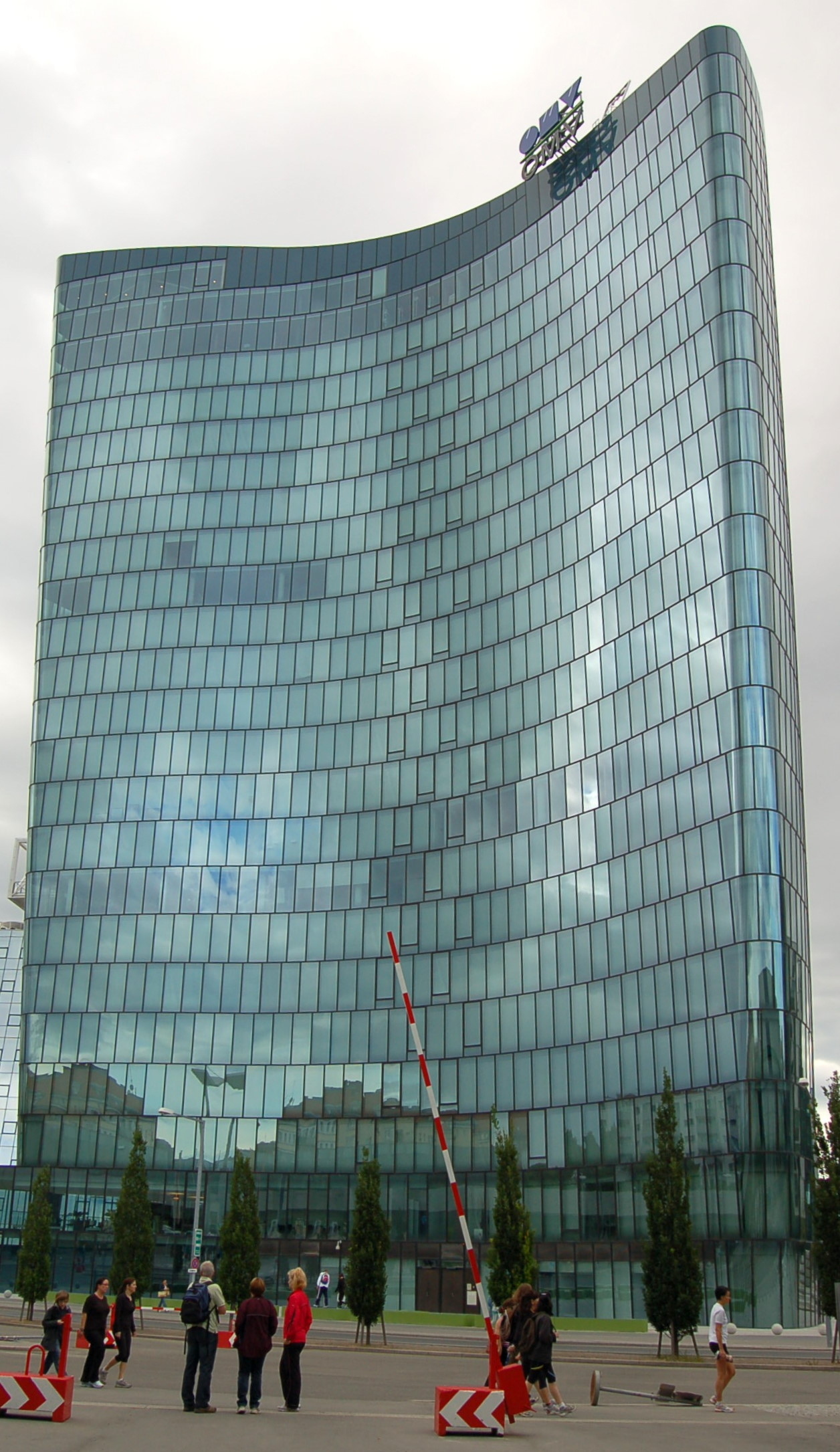
Siège social d'OMV, à Vienne.

Le nombre d'employés a considérablement baissé ces dernières années, passant de 57 480 en 2004 à 40 933 en 2006, soit une baisse de 40,4 % en deux ans. Ce dégraissage est dû à l'intégration du roumain Petrom, en sureffectif. Sur les 57 480 employés du groupe en 2004, 6 475 provenaient originellement d'OMV, et 51 005 de Petrom.

## Développement international
OMV fonde sa stratégie internationale sur la croissance interne hors d'Europe, par l'exploitation de champs pétrolifères, et par croissance externe en Europe, en particulier en Europe centrale et orientale. Ainsi, OMV a postulé sans succès (avec le hongrois MOL) pour la vente par le gouvernement polonais de 18 % de PKN Orlen en 2001 et a échoué dans sa proposition de fusion. La même année, OMV est une candidate malheureuse à une prise de participation dans Hellenic Petroleum à l'occasion d'une privatisation partielle. En 2006, OMV et l'électricien autrichien Verbund devaient fusionner pour créer un leader en Europe centrale, mais les négociations n'ont pas abouti. Récemment, OMV a manifesté son intérêt pour la raffinerie serbe NIS (Naftna industrija Srbije) à l'occasion de sa privatisation partielle, perpétuant sa stratégie de développement régional, mais celle-ci profite au partenaire objectif d'OMV, Gazprom.
Les principales participations et succès d'OMV à l'étranger sont :
- MOL

OMV est actionnaire minoritaire historique de MOL et effectuent leurs achats de pétrole à la Russie en commun.
En septembre 2007, OMV manifeste son intention de prendre le contrôle du hongrois MOL, et porte sa participation initiale de 10 % à 18,6 % en juin puis 20,2 % dans la foulée en achetant des actions sur le marché boursier. L'autrichien propose 14 milliards d'euros pour 80 % du capital. Devant l'hostilité de la direction de MOL et du gouvernement hongrois qui considère cette tentative d'OPA comme hostile, OMV renonce à sa tentative, malgré le fait que le droit européen soit en faveur de l'initiative d'OMV.
- Bayernoil

OMV détient 45 % de la coentreprise Bayernoil (de), sise à Ingolstadt, active dans le raffinage et la distribution dans le sud de l'Allemagne, qui produit 262 000 barils par jour, ce qui en fait l'une des plus importantes raffineries allemandes après celle de Karlsruhe (285 000 barils par jour).
- Petrom

À l'occasion de la privatisation de Petrom par le gouvernement roumain en décembre 2004, OMV en acquiert 51 % des actions (cession et augmentation de capital), pour 1,5 milliard d'euros, l'État roumain en conservant directement et indirectement 40,75 %. Outre ses réserves d'hydrocarbures et ses raffineries, Petrom ouvre la voie à l'entreprise autrichienne en Moldavie, Serbie et Bulgarie dans le domaine de la distribution. C'est cette prise de participation qui fit changer OMV de dimension, en donnant au groupe une assise véritablement centre-européenne avec une position dominante.
- Petrol Ofisi

Société publique turque, privatisée en 2000, OMV acquiert 34 % de Petrol Ofisi pour 780 millions d'euros auprès du groupe privé Dogan Holding, qui cherchait un partenaire stratégique. Petrol Ofisi dispose du premier réseau de distribution en Turquie. Aujourd'hui, le pétrogazier autrichien possède 39,6 % des actions.

### Distribution

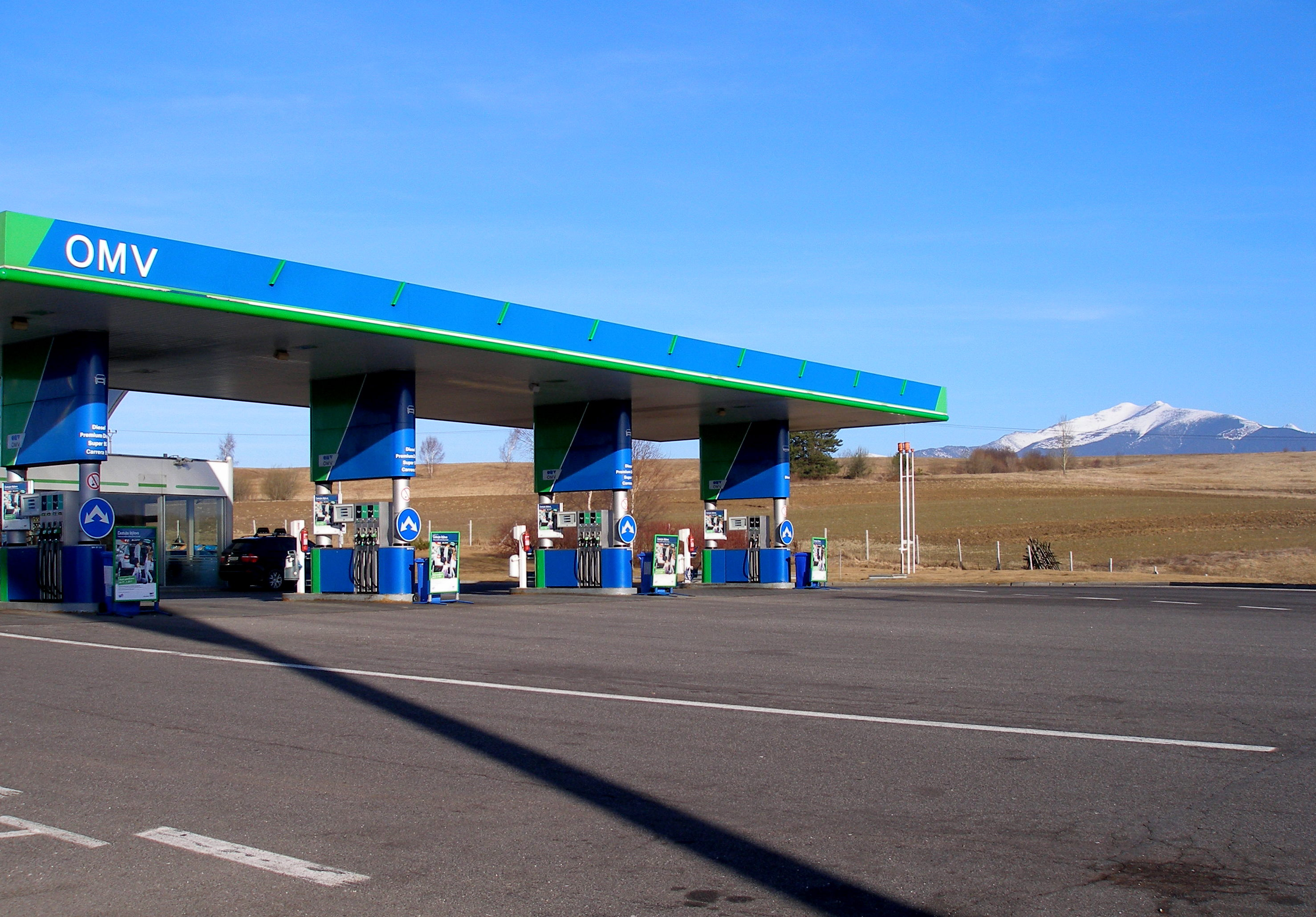
Station essence d'OMV en Slovaquie.

Sur la même période, sa part de marché dans la distribution dans la région danubienne a doublé, à 20 %, tout comme son nombre de stations-service, à 2 540 (avec une présence forte en Autriche, Roumanie et Allemagne).

### Transport
Le pétrogazier autrichien gère principalement 4 réseaux transnationaux, 2 pour le pétrole et 2 pour le gaz naturel. L'oléoduc transalpin est gérée par la société Transalpine Ölleitung, dont OMV est le premier actionnaire avec 25 %, conduit depuis 1967 le pétrole déchargé dans le port italien de Trieste, à travers les Alpes autrichiennes, jusqu'aux raffineries allemandes d'Ingolstadt et de Karlsruhe. La société Adria-Wien Pipeline GmbH, dans laquelle OMV détient 69,5 %, a la charge depuis 1970 de la section de l'oléoduc transalpin depuis la frontière autrichienne jusqu'à la raffinerie de Schwechat, près de Vienne). Le premier gazoduc, mis en service en 1974, transporte le gaz de Russie jusqu'à l'Italie. La section autrichienne, de Baumgarten an der March (à la frontière slovaque) jusqu'à Arnoldstein (frontière italienne) est gérée par Trans-Austria Gasleintung GmbH, détenue à 11 % par OMV et 89 % par ENI. Le second, en service depuis 1980, transporte les hydrocarbures russes vers l'Allemagne et la France en passant par le nord de l'Autriche. Il est géré par la compagnie Baumgarten Oberkappel Gasleitungsgesellschaft mbH, détenue à 51 % par OMV Gas, 35 % par GDF Suez et 15 % par eon-Ruhrgas.
OMV a la charge également de petits tronçons : Hungaro-Austria-Gasleitung, reliant l'Autriche à la Hongrie,Südost-Leitung, connecté à la Slovénie, et Penta West gérant un embranchement vers Burghausen.
- Gazoduc Nabucco
- Autres gazoducs

Tracé du futur gazoduc Nabucco auquel participe OMV :

Jusqu'alors gestionnaire uniquement national, OMV est en phase d'acquérir dans le transport une dimension internationale puisqu'elle est l'entreprise chef de file pour la construction du gazoduc Nabucco, qui doit amener le gaz naturel iranien jusqu'à l'Autriche via les Balkans et la Turquie, ayant pour but de contourner la Russie. Ce gazoduc, à l'état de projet en cours de finalisation, est concurrencé par un autre, South Stream, initié par la Russie, afin de faire échec à son contournement.
Cependant, malgré ce projet européen hostile aux intérêts russes, OMV fonde sa stratégie sur un partenariat avec les compagnies russes. L'autrichienne a cédé à Gazprom 50 % des actions de la société gérant le terminal gazier de Baumgarten, en Autriche, et qui livre le gaz russe à l'Europe occidentale et dispose ainsi d'une position stratégique au cœur de l'Europe centrale, complétant son dispositif européen (au sud via le sud des Balkans et au nord sous la mer Baltique).
Plus modestement, OMV s'est associée à Transpetrol, pétrolier semi-public slovaque, pour construire à partir de 2008 l'oléoduc Bratislava-Schwechat. Ce tronçon doit relier la raffinerie autrichienne au grand oléoduc transeuropéen Droujba et ainsi être connecté directement aux champs pétrolifères russes.
Par ailleurs, OMV, qui achète 6,5 milliards de mètres cubes par an à Gazprom, fait partie des rares compagnies européennes autorisées à revendre le gaz russe hors de son marché domestique. C'est une exception comparée aux autres sociétés gazières qui ne peuvent le commercialiser que dans leur pays, et face à Gazprom qui a obtenu le droit de vendre son gaz directement dans l'Union européenne sans passer par des intermédiaires nationaux.

## Affaires

### Droits humains et sociaux
OMV s'est retiré en 2003 du Soudan en vendant ses actifs à l'indien ONGC. Ce désengagement d'OMV s'inscrit dans un mouvement de retrait des compagnies pétrolières occidentales, afin de ne pas être accusées de soutenir indirectement le régime en place, qui mène une guerre interne dans le Sud et ne respecte pas les Droits de l'homme.

### Concurrence
La Commission européenne mène une enquête chez plusieurs compagnies européennes, dont OMV, accusées de bloquer l'accès de tiers à leurs marchés et à leur installations de transport et stockage. Depuis le 1er juillet 2007, les marchés énergétiques européens doivent être totalement ouverts à la concurrence, après des ouvertures partielles par paliers, ce que n'aurait donc pas respecté OMV, dont l'enquête est en cours.